# Poślubiłem morderczynię
Poślubiłem morderczynię – amerykańska komedia kryminalna z 1993 roku.

## Główne role
- Mike Myers – Charlie Mackenzie/Stuart Mackenzie
- Nancy Travis – Harriet Michaels
- Anthony LaPaglia – Tony Giardino
- Amanda Plummer – Rose Michaels
- Brenda Fricker – May Mackenzie
- Matt Doherty – Heed (Willie Mackenzie)
- Charles Grodin – Kierowca
- Phil Hartman – John Vicky Johnson
- Debi Mazar – Susan, dziewczyna Tony'ego

## Fabuła
Charlie Mackenzie jest młodym mężczyzną, który boi się zaangażować w długi związek. Przyczyną tego podejścia jest bogate życie uczuciowe. Przekonany, że już nigdy nie spotka swojej drugiej połówki, rozpamiętuje swoje poprzednie związki. To trwa do momentu, kiedy poznaje Harriet. Szybko zdobywa jego serce, że jest gotów ożenić się z nią. Ale jego matka Rose prosi, by ją sprawdził. Uważnie śledzi historię "wesołej wdówki", która przenosi się z miasta do miasta, biorąc ślub z mężczyznami, którzy później szybko umierali. Charlie odkrywa, że jego dziewczyna jest idealna. Dopiero po ślubie zauważa pewne rzeczy, które mogą świadczyć o tym, że poślubił morderczynię.